# Святая Анна с Мадонной и младенцем Христом
«Святая Анна с Мадонной и младенцем Христом», «Богоматерь с Младенцем и святой Анной» (итал. Anna Metterza — «Анна усевшаяся, расположившаяся») — неоконченная картина Леонардо да Винчи. Принадлежит к позднему периоду его творчества. Выставлена в Большой галерее Лувра в Париже под инвентарным номером 776.

## Тема, композиция и иконография картины
Леонардо да Винчи использовал мало распространённую в Италии иконографию, известную под наименованием «Анна-втроём», в которой Мария изображается сидящей на коленях у своей матери Анны и держит на руках младенца Иисуса. Тем самым создаётся эффект mise en abyme: Мария на лоне родившей её Анны, а Иисус на лоне родившей его Марии.
Леонардо сделал множество набросков к этой теме, но так и не довёл работу до конца. Над самой картиной, ныне хранящийся в Лувре, художник работал около десяти лет, однако многие детали на ней остались незаконченными. Фигуры вписаны в композиционную пирамиду, характерную для творчества Леонардо, в которой сочетаются округлые объёмы, мягкие изгибы линий, приёмы тональной живописи и выполненные в технике сфумато улыбающиеся лица, придающие изображению атмосферу нежности и вместе с тем неразгаданной тайны. Христос обнимает ягнёнка, символизирующего Его будущие страдания, а Мария пытается удержать младенца. Вместо религиозной торжественности и иератичности картине свойственна почти семейная интимность.
Вариант с агнцем впервые упомянут в датированной 1501 годом переписке главы ордена кармелитов фра Пьетро да Новеллара с Изабеллой д’Эсте. Новеллара видел в спокойствии Анны, противопоставляемом тревоге Марии за ребёнка, символ того, что церковь не желала бы предотвращения Страстей Христовых. Более ранняя версия со св. Иоанном вместо агнца подробно описана у Дж. Вазари:

В лице Мадонны было явлено все то простое и прекрасное, что своей простотой и своей красотой и может придать ту прелесть, которой должно обладать изображение Богоматери, ибо Леонардо хотел показать скромность и смирение Девы, преисполненной величайшего радостного удовлетворения от созерцания красоты своего сына, которого она с нежностью держит на коленях, а также и то, как она пречистым своим взором замечает совсем ещё маленького св. Иоанна, резвящегося у её ног с ягненком, не забыв при этом и легкую улыбку св. Анны, которая едва сдерживает своё ликование при виде своего земного потомства, ставшего небесным, — находки поистине достойные ума и гения Леонардо.

## Первая версия картины
В «Жизнеописаниях наиболее знаменитых живописцев, ваятелей и зодчих» Дж. Вазари рассказывает, что работа на тему «Анна втроём» была заказана в качестве верхнего запрестольного образа для церкви Сантиссима-Аннунциата во Флоренции. Заключив сделку с Леонардо, монахи-сервиты

взяли его к себе в обитель, обеспечив содержанием и его, и всех его домашних, и вот он тянул долгое время, так ни к чему и не приступая. В конце концов он сделал картон с изображением Богоматери, св. Анны и Христа, который не только привел в изумление всех художников, но когда он был окончен и стоял в его комнате, то в течение двух дней напролет мужчины и женщины, молодежь и старики приходили, как ходят на торжественные праздники, посмотреть на чудеса, сотворенные Леонардо и ошеломлявшие весь этот народ.
Как повествует Вазари, художник не закончил эту работу, и сервитам пришлось возобновить прежний контракт с Филиппино Липпи. Смерть помешала Липпи завершить начатый труд, и в конце концов алтарный образ на другой сюжет для сервитов написал художник Перуджино.

## Лондонский картон

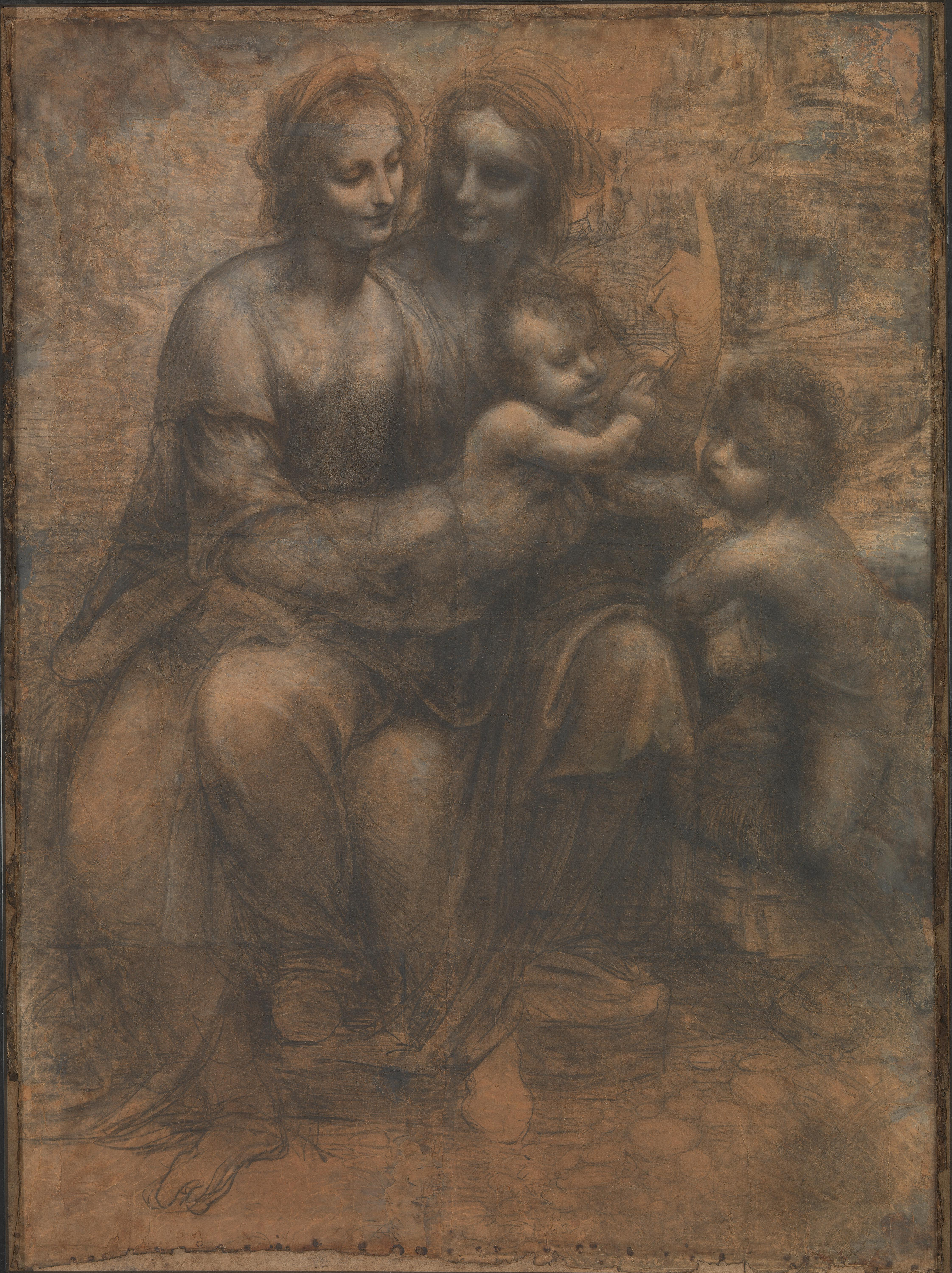
Лондонский картон. Рисунок углём, сангиной и мелом

Картон с изображением трёх фигур и Иоанна Крестителя (правда, без ягнёнка, присутствующего в описании Вазари) с 1962 года хранится в Лондонской Национальной галерее. До этого с 1791 года он находился в здании Королевской академии художеств — Бёрлингтон-хаусе. В Англию рисунок был привезён из Венеции, куда попал в конце XVII века из собрания миланских аристократов Арконати. Известный британский фальсификатор Эрик Хебборн утверждал, что, будучи студентом, он по просьбе руководства Академии сам создал хранящийся в настоящее время в лондонском музее картон, так как оригинал был безвозвратно утрачен в результате небрежности хранителей.
Ещё во время нахождения в Милане триста лет назад этот рисунок считался предварительной версией той картины, что сейчас находится в Лувре. В связи с этим среди исследователей преобладает мнение, что первая версия «Святой Анны», столь поразившая Флоренцию, утрачена (её предполагаемый набросок находится в Венеции), а в Лондоне хранится позднейшее авторское повторение картона.
Свою картину по этой композиции Леонардо (добавив справа св. Иосифа) написал его ученик, Бернардино Луини.
В 1988 году психически нездоровый посетитель музея стрелял в лондонский картон из обреза.

## Луврская картина
В конце XVII века знаменитый историограф и антиквар Джованни Пьетро Беллори решил навести справки о произведениях Леонардо да Винчи. В ответ на его запрос миланский ценитель искусства Себастьяно Реста сообщил, что луврская картина с изображением св. Анны была написана Леонардо в Милане в 1500 году по заказу Людовика XII. Возможно, король Франции, услышав о картоне Леонардо с изображением св. Анны и о его поразительным успехе, возжелал порадовать им свою новую жену, Анну Бретонскую. Это было бы тем более уместно, что Анна ожидала ребёнка, а св. Анна считалась покровительницей новобрачных и беременных.

Поскольку незавершённый картон остался во Флоренции, художник, вероятно, начал для французского короля новую картину на такую же тему. В 1517 году картину видел в Кло-Люсе кардинал Луиджи Арагонский. Из записей его секретаря можно сделать вывод, что картина оставалась у художника до самой смерти и так и не была им закончена. Предполагается, что Леонардо вернулся к «Святой Анне с Мадонной и младенцем Христом» и стал дорабатывать произведение только в конце жизни, когда в нём возобладал интерес к математике и другим наукам. Так, например, скалистый пейзаж на дальнем плане свидетельствует об увлечении художника геологией. 

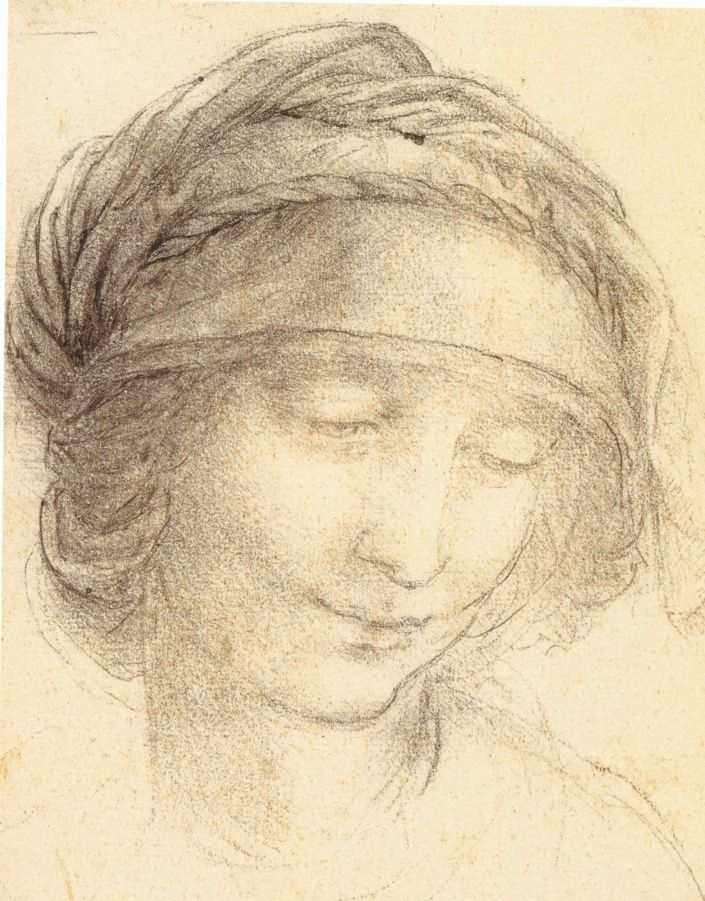
Эскиз головы Анны

В 1683 году живописец Шарль Лебрен, возглавлявший все художественные работы при дворе Людовика XIV, распорядился составить опись королевской картинной галереи. Этот документ фиксирует наличие в ней «Святой Анны» Леонардо да Винчи. В художественное собрание королей Франции картина попала из дворца кардинала Ришельё, который вывез её из Монферрата во время войны за мантуанское наследство. Как картина могла оказаться после смерти художника в Италии, не вполне ясно — возможно, её увёз туда после смерти учителя Франческо Мельци, унаследовавший многое из его имущества. Согласно другой версии, после смерти художника картину выкупил у Салаи король Франциск I — однако в таком случае непонятно, как она могла в скором времени попасть в Монферрат.
От Ришельё картина перешла к королю Людовику XIII, при Анне Австрийской она была перевезена в Фонтенбло. Людовик XIV переместил картину вместе с другими произведениями живописи в Версаль. В 1901 году работа вошла в экспозицию Лувра.

## Состояние
Основа картины — четыре доски из тополя толщиной в 3 см, склеенные и скреплённые двумя поперечными еловыми перекладинами. В дальнейшем с обеих сторон были добавлены две планки шириной в 10 см, которые расширили композицию (в настоящее время закрыты рамой). Со временем доски несколько деформировались и стали выпуклыми. Большая вертикальная трещина проходит по лицу св. Анны и шее Марии. В отличие от женских лиц, лицо младенца Иисуса покрылось сетью мелких кракелюров — вероятно, художник использовал здесь другие методы работы.
Картину часто реставрировали. Старые лаки, покрывающие живописный слой, потемнели неравномерно.
В 1972 году было проведено лабораторное исследование картины в C2RMF — Centre de recherche et de restauration des musées de France. В 1990 году там было выполнено несколько частичных рентгеновских снимков картины. В 2009 году — в рамках проекта подробного изучения хранящихся в Лувре работ Леонардо да Винчи — было выполнено очередное исследование картины, в ходе которого исследователи обнаружили на её обороте три черновых зарисовки Леонардо: голову лошади (возможно эскиз к фреске Битва при Ангиари), половину человеческого черепа и зеркальное изображение младенца Иисуса с картины «Святая Анна с Мадонной и младенцем Христом».
В 2012 году была окончена довольно радикальная реставрация картины, в ходе которой она приобрела непривычно яркие цвета. Два высокопоставленных куратора Лувра в знак протеста вышли из состава реставрационной комиссии. Они полагают, что реставрация могла бы быть более бережной и деликатной, ибо, по их мнению, даже при жизни Леонардо краски так не резали глаз, как после «омоложения» картины в XXI веке.

## Другие версии
В конце 1530-х годов леонардеск Бернардино Ланино написал картину, повторяющую композицию произведения Леонардо. Близкие версии создавали фламандский живописец Квентин Массейс, ученик Леонардо Чезаре да Сесто и многие другие художники.

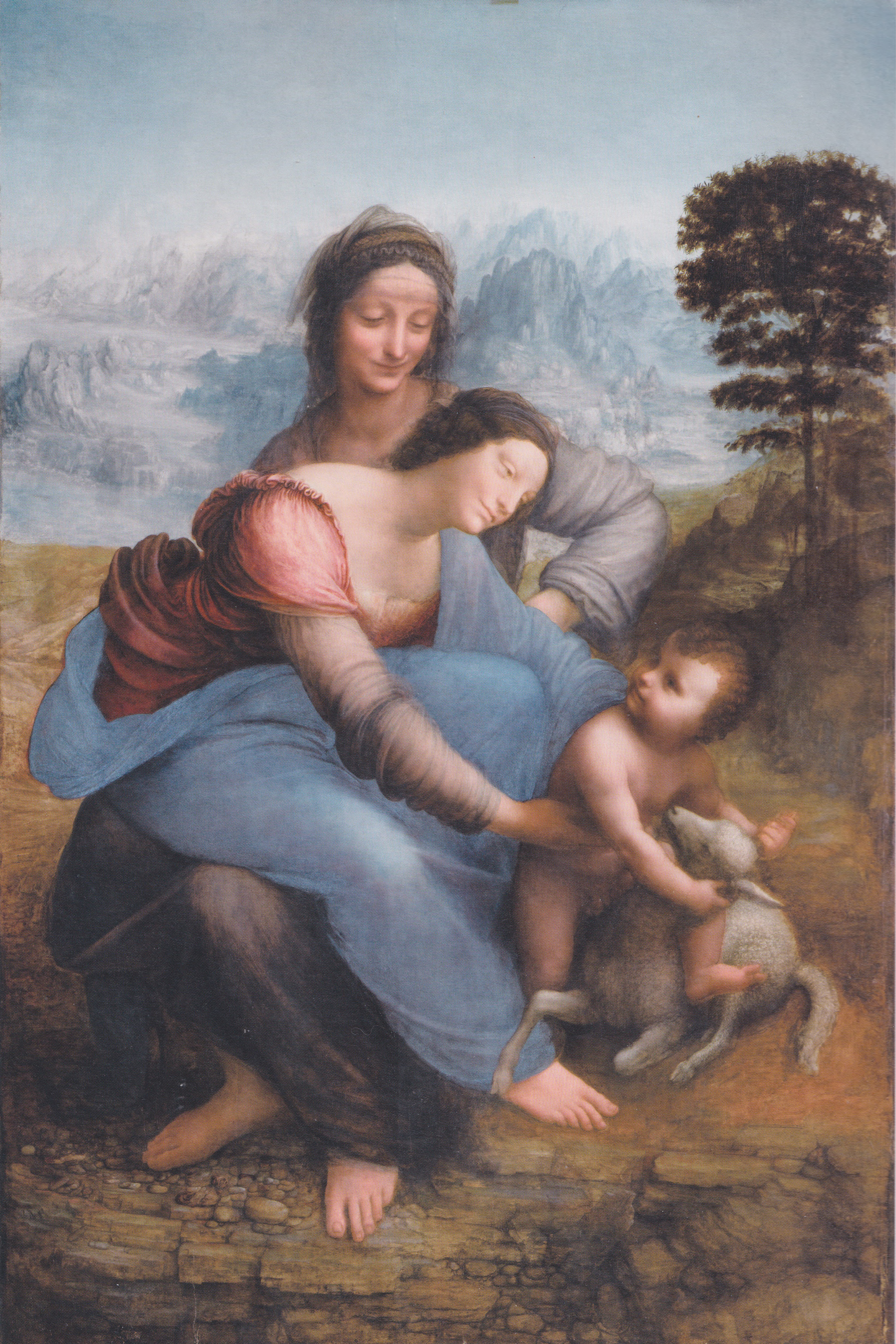
Картина Леонардо да Винчи после реставрации
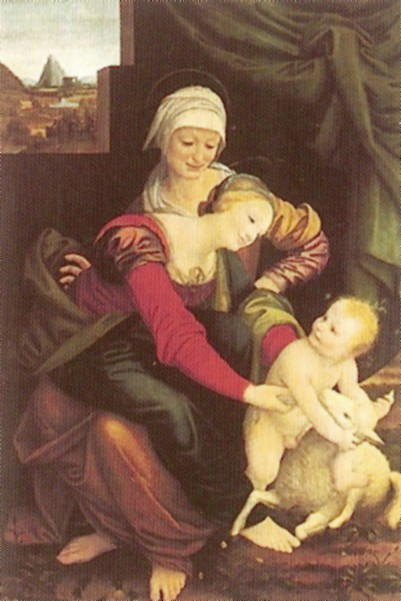
Мадонна с Младенцем и Святой Анной. 1530-1540-е гг. Дерево, масло. Пинакотека Брера, Милан
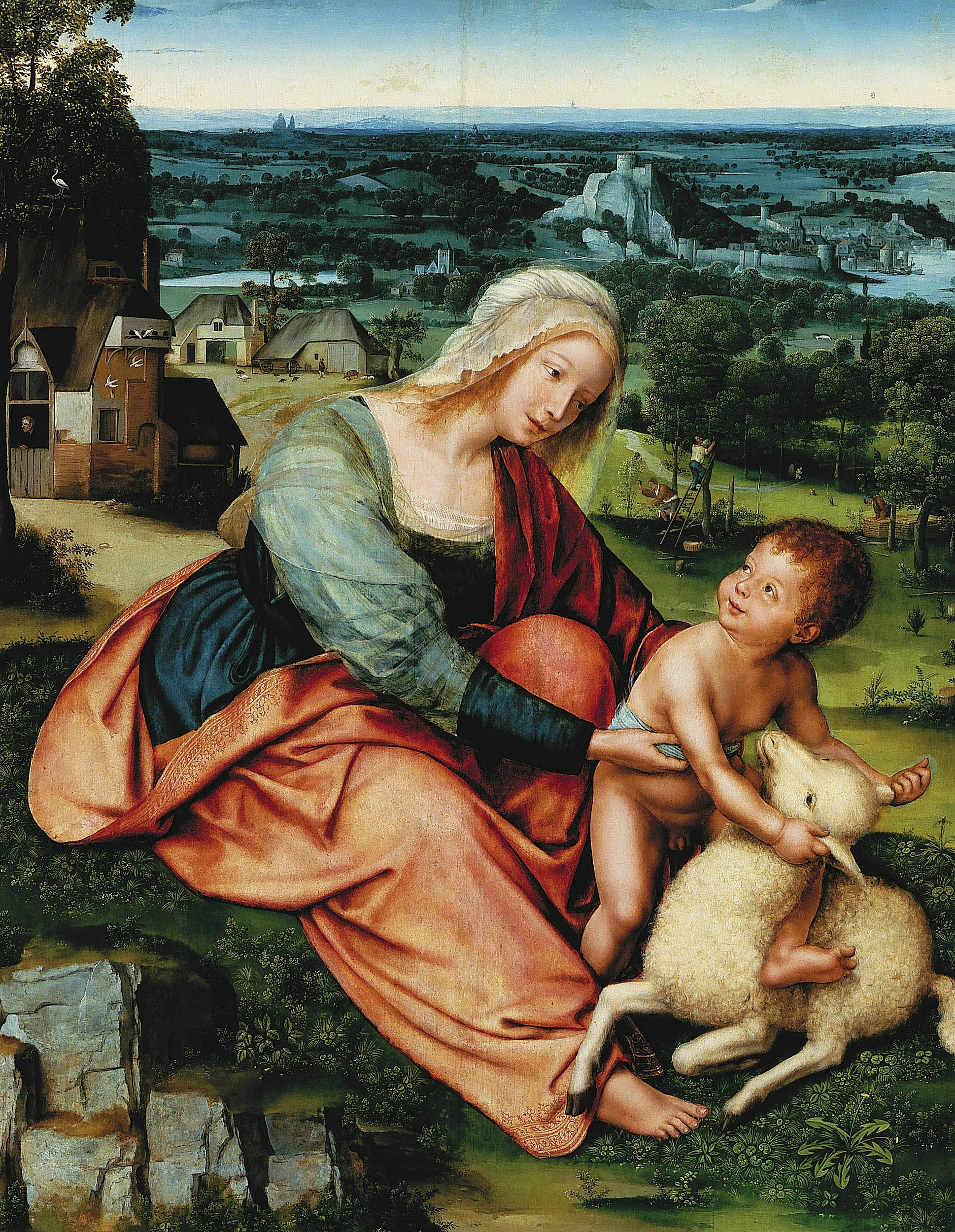
Квентин Массейс. Мадонна с Младенцем. Ок. 1513. Дерево, темпера, масло. Национальный музей, Познань
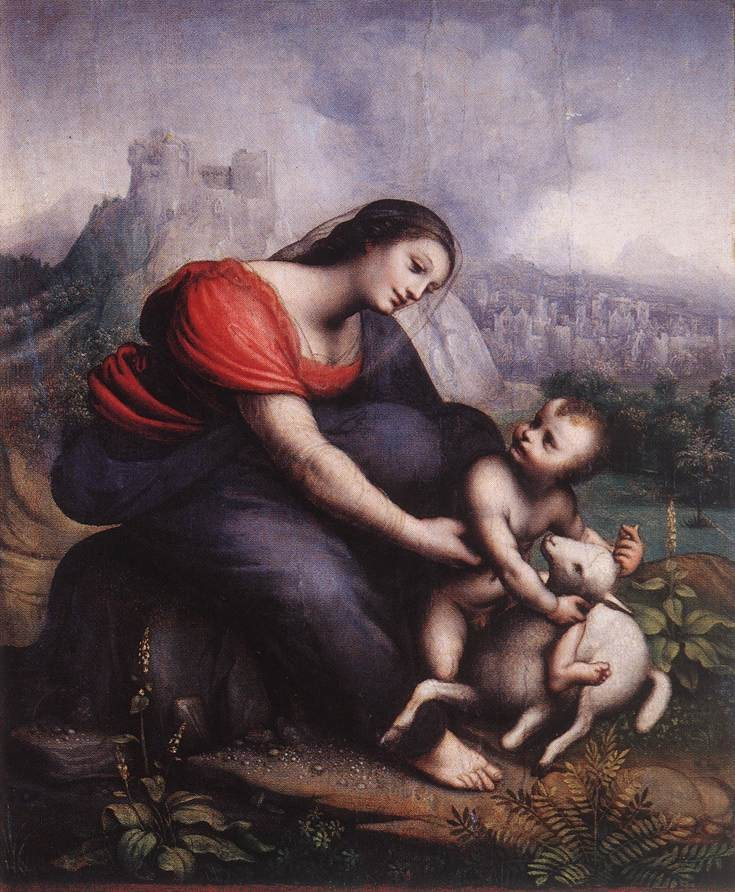
Чезаре да Сесто. Мадонна с Младенцем и ягнёнком. 1515. Дерево, масло. Музей Польди-Пеццоли, Милан

## Интерпретации
Таинственной личностью Леонардо да Винчи и некоторыми странностями его творчества занимались не только историки искусства, но и психологи. Классик психоанализа Зигмунд Фрейд посвятил творчеству художника небольшую работу «Одно раннее воспоминание Леонардо да Винчи» (нем. Eine Kindheitserinnerung des Leonardo da Vinci, 1910), в русском переводе: «Леонардо да Винчи. Воспоминание детства» и «Воспоминания Леонардо да Винчи о раннем детстве». Известна также работа Фрейда, опубликованная на русском языке и ставшая классикой психологии искусства «Леонардо да Винчи» (1912).
Согласно интерпретации Фрейда, картина «Святая Анна с Мадонной и младенцем Христом» отражает детские воспоминания Леонардо о матери, крестьянке Катерине, с которой он был разлучён, как считает исследователь, между тремя и пятью годами. В этот период Леонардо воспитывался в семье отца, Пьеро да Винчи, который женился на богатой и знатной донне Альбиере, убедившись, что супруга не может иметь детей, решил забрать сына себе. По мнению Фрейда, Дева Мария и её мать Анна в этой картине отображают «двух матерей» художника — родную и мачеху, причём Анна, являющаяся «проекцией» Катерины, улыбается той же загадочной улыбкой, что и Джоконда, Иоанн Креститель и персонажи других полотен Леонардо (Фрейд видит в этом характерном выражении лица сохранившееся в памяти Леонардо воспоминание о материнской улыбке. В складках одежд святой Анны Фрейд усматривает очертания коршуна, фигурирующего в детском воспоминании Леонардо, которое тот описал в своём дневнике: «Когда я ещё лежал в колыбели, слетел ко мне коршун, открыл мне своим хвостом рот и несколько раз этим хвостом ударил меня по губам» Это воспоминание Фрейд связывает с подсознательными воспоминаниями о сосании материнской груди.
В одном из текстов Гораполлона Фрейд нашёл упоминание о том, что коршуны, будучи однополыми существами, «зачинают от ветра». Если Леонардо также был знаком с этим источником, то он мог подсознательно связать эти слова с фактом своего незаконного рождения. Фрейд развивает эту концепцию как часть своих исследований проблемы сублимации половых инстинктов, в частности, продуктивности Леонардо как учёного и художника, а также его предполагаемой гомосексуальной ориентации.
Фрейд видел цепь ассоциаций во сне мальчика: от материнской груди к птичьему хвосту и пенису. Исследование женской природы и анатомии матери, которое считалось запретным, сублимировалось жаждой исследований явлений природы, анатомии человека и изобретением различных механизмов.
В отношении картины со Святой Анной Фрейд выдвинул тезис о том, что картина содержит историю детства Леонардо. Фигура отца отсутствует. Леонардо воспитывался двумя матерями, его биологической матерью и молодой женой его дедушки, в чей дом он был принят, когда ему было шесть лет. Этим же объясняется и сходство черт двух изображенных женщин, почти не различающихся по возрасту. Обе загадочные улыбки пробуждают в живописце память о матери его ранних детских лет.

## Фильмография
- «Улыбка и сплетения. Святая Анна, Мадонна и младенец Иисус», фильм Алена Жобера[фр.] из цикла «Палитры» (Франция, 1989).